# ヤロスラフ・ハシェク
ヤロスラフ・ハシェク（Jaroslav Hašek、 IPA:[ˈjaroslaf ˈɦaʃɛk]、1883年4月30日 - 1923年1月3日）は、チェコのユーモア作家、風刺作家。代表作『兵士シュヴェイクの冒険』（ある兵士が第一次世界大戦において出会う滑稽な事件の数々を描いた未完の連作短編）は、60もの言語に翻訳されている。また彼が書いた短編小説の数は約1500にも登る。彼はジャーナリスト、ボヘミアン、そして練達のジョーカーであった。彼の短い人生は、同時代のプラハ居住者、ユダヤ人作家のフランツ・カフカ（1883-1924）と奇妙な相似点を多く持つ。

## 生涯と作品
ハシェクはボヘミア（後にオーストリア＝ハンガリー帝国の一部、現在はチェコ）のプラハで、中学校の数学教師ヨゼフ・ハシェク（Josef Hašek）と妻カテリーナ（Kateřina）の息子として生まれた。家族は三歳下の弟ボフスラフ（Bohuslav）と孤児の従姉妹マリア（Maria）。貧困のため一家は頻繁に（彼の幼年期のうちに10回以上）転居することを余儀なくされた。彼は本当の家というものを知らなかった。この、根無し草であることは彼の放浪人生に明確な影響を与えた。13歳の時に父が過度のアルコール摂取で死に、母は彼を養っていくことができなかった。ハシェクは15歳で高校を中退して薬剤師になったが、最終的には商業学校を卒業した。彼は短期間、銀行員や犬のセールスマンとして働いた（後者の職は、彼の小説の主人公シュヴェイクに引き継がれ、その口を借りてありそうにない逸話が語られた）。ジプシーや放浪者の集団に加わって悪癖と無法さを身に付けはしたが、しかし、彼はむしろ作家やジャーナリストという自由な職業を好んだ。
ハシェクは1897年には学生としてプラハでの反ドイツ暴動に参加し、1906年にはアナーキスト運動に加わった。彼はプロレタリアート階級の労働者のグループに定期的な講義をし、1907年にはアナーキスト派の新聞『コムナ』（Komuna）の編集者になり、著名なアナーキスト運動家として、ハシェクは警察によって注意深く監視された。故に定期的に逮捕され、投獄された。罪状の多くは破壊行為であった。また少なくとも一件の警察官襲撃で、彼は一ヶ月を監獄で過ごしたのだった。
ハシェクは1907年にヤルミラ・マイエロヴァー（Jarmila Mayerová）という女性と出会い、彼女と恋に落ちた。しかし、ハシェクの生き方のために、彼女の両親は彼らの結婚を承知しなかった。そのことへの対応として、ハシェクはアナーキズムから遠ざかり作家として身を立てることを試みた。彼がプラハで国旗を冒涜した廉により逮捕された時、ヤルミラの両親はそれを機に二人の関係を断ち切るべく彼女を郷里へと連れ帰った。この措置は不成功に終わったが、ハシェクがアナーキズムから完璧に身を引き、改めて著述業に専念するという結果をもたらした。1909年までには、彼は（毎年、前年の二倍以上を執筆して）64の短編小説を発表した。そしてまた雑誌『動物世界』の編集者としても名を成した。とはいえ、この仕事は長くは続かなかった。自分で考え出した架空の動物の記事を載せたことで、すぐに解雇されたからである（この逸話も『兵士シュヴェイク』に登場する）。
1910年、ハシェクはヤルミラ・マイエロヴァーと結婚した。しかし結婚は不幸なものであることがわかった。それは3年ほどしか続かなかった（歴史家・作家のインドルジヒ・ハルペツキー (Jindřich Chalupecký, 1910-1990) は、ハシェクが同性愛者であったと主張している。またハシェクは重い鬱病であった）。マイエロヴァーは、ハシェクの偽装自殺が発覚した後の1913年に両親の元へ帰った。第一次世界大戦が勃発した時、彼は挿絵画家のヨゼフ・ラダ（Josef Lada、後に『兵士シュヴェイク』の挿絵を描く人物）と一緒に破滅的な生活をしていた。結局ハシェクは徴兵され、陸軍に入った。『兵士シュヴェイク』の登場人物の多くは大戦中に彼が出会った人々に基づいている。彼が前線で戦った期間は短かった。なぜなら1915年にロシア軍の捕虜になったからである。ロシアの捕虜収容所でチェコ人たちはしばしば他の捕虜たちより厳しく扱われたが、ハシェクは書記として収容所長に任命されたため、比較的楽に過ごした。新しく結成されたチェコ軍団にプロパガンダ作家として加わるため、1916年、彼は収容所を離れることを許可された。
1917年のロシア革命の後、ハシェクはボリシェヴィキとしてロシアに残った。また、この期間に彼はロシア人女性と再婚している（ただしヤルミラとの離婚は未成立だった）。1919年、彼は『兵士シュヴェイク』を完結させることを望んでプラハに帰った。しかし彼は裏切り者と重婚者の烙印を押され、そしてまた作品を発表する出版社を見つけるのに苦労した。

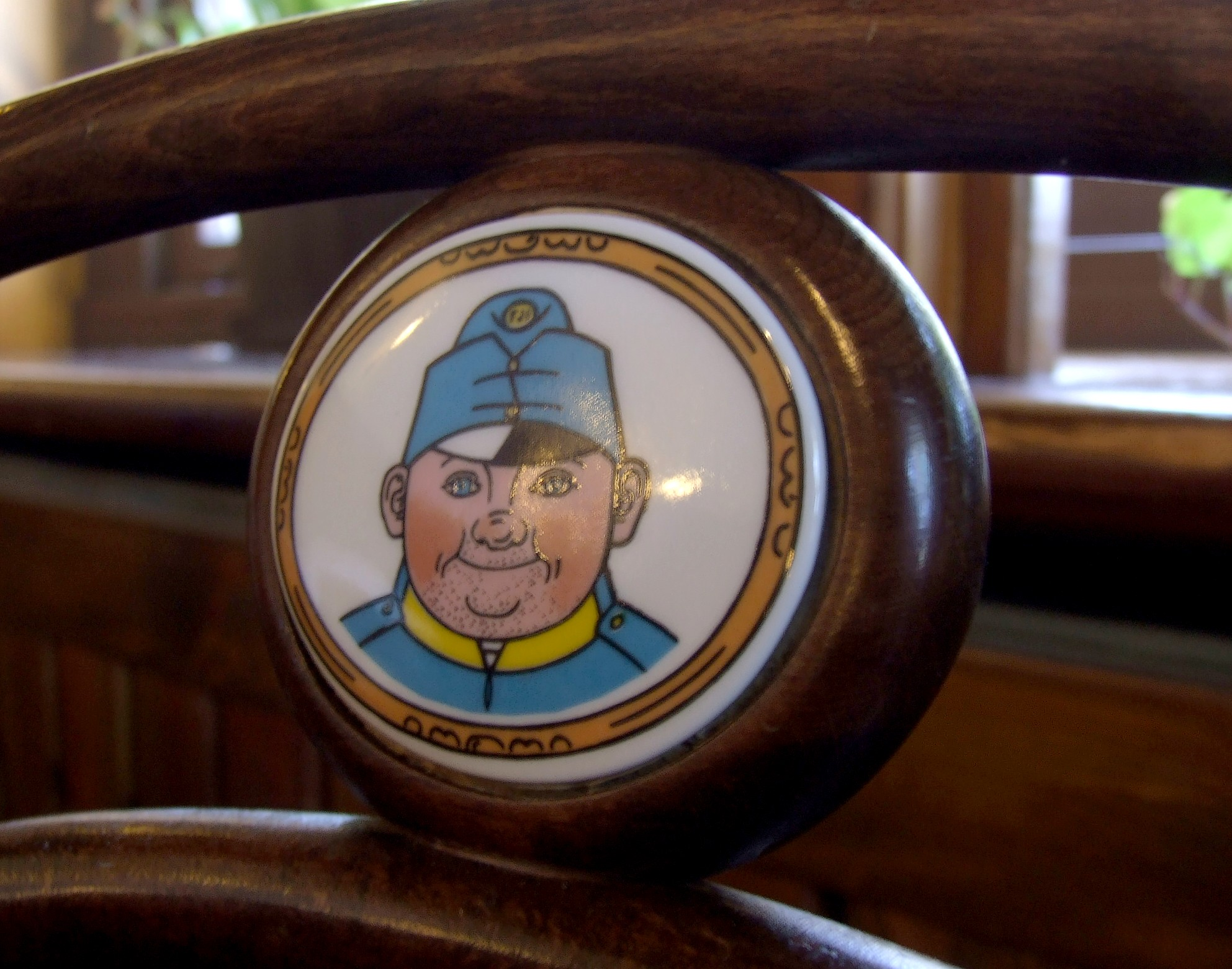
ハシェク行きつけのパブでいつも彼が座っていた席に付けられたシュヴェイクのイラスト
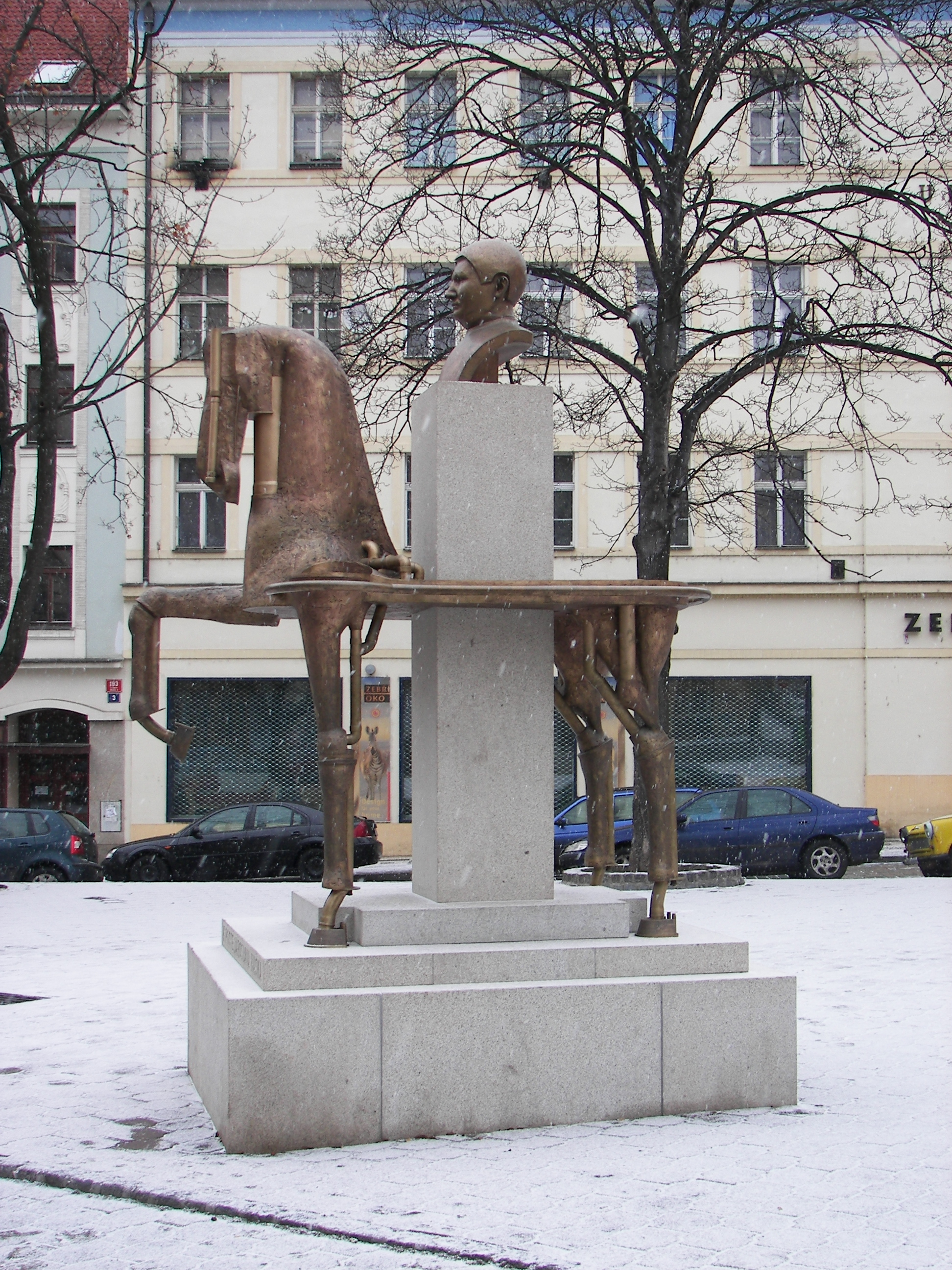
そのパブの近くにある彼の像（Žižkov, Praha）

ハシェクは大戦前の1912年に、『善良なる兵士シュヴェイク、および奇妙な短編集』（"Dobrý voják Švejk a jiné podivné historky"）を刊行している。シュヴェイクというキャラクターが初めて登場したのはその本だが、シュヴェイクが戦争を酒場の喧嘩のように言う無邪気（sancta simplicitas）で陽気な白痴的人物として描かれるようになったのは戦後のことである。この時には、ハシェクは重病で、なおかつ深刻な体重過多になっていた。彼はすでに書く事はせず、リプニツェ（Lipnice）村の家の寝室で口述をしていた。ハシェクはこの地で、1923年、結核により突然の死を迎えた。39歳であった。

## 遺産
- 死後、全ての短編小説がまとめられてチェコ語で出版された。
- 10年間（2000年まで）、ユーモアと風刺の祭り"Haškova Lipnice"がリプニツェで催された。

## トリヴィア
- 小惑星2734ハシェクの名はヤロスラフ・ハシェクにちなむ。
- 小惑星7896シュヴェイクの名は彼の代表作の主人公にちなむ。
- チェコ鉄道のEuroCity級の列車には「ヤロスラフ・ハシェク」という名前のものがある。

## 作品
- Politické a sociální dějiny strany mírného pokroku v mezích zákona, 1911
  - 『プラハ冗談党レポート - 法の枠内における穏健なる進歩の党の政治的・社会的歴史』 栗栖継訳、トランスビュー、2012年
- Osudy dobrého vojáka Švejka za světové války, 1921-1923
  - 『勇敢なる兵卒シュベイクの冒険』 辻恒彦訳、衆人社、1930年
  - 『愚直兵士シュベイクの奇行』全3部、辻恒彦訳、三一書房、1946年
  - 『愚直兵士シュベイクの奇行』 辻恒彦訳、三一書房（上・中・下）、1950-51年
  - 『二等兵シュベイク』 辻恒彦訳、三一新書（上・下）、1956年
  - 『二等兵シュベイク』 辻恒彦訳、新版 三一新書、1968年
  - 『兵士シュベイクの冒険　世界ユーモア文学全集 14・15』 栗栖継訳、筑摩書房（上・下）、1962年
  - 『兵士シュベイクの冒険』 栗栖継訳、新版 筑摩書房（上・下）、1968年
  - 『兵士シュヴェイクの冒険』 栗栖継訳、岩波文庫（全4巻）、1972-74年、復刊1996年ほか
  - 『兵士シュヴェイクの冒険　世界文学全集 34』 栗栖継訳（抜粋版）、学習研究社、1978年
- 『不埒な人たち - ハシェク 風刺短編集』 飯島周編訳、平凡社、2002年／平凡社ライブラリー、2020年